# カラスザンショウ
カラスザンショウ（烏山椒、学名: Zanthoxylum ailanthoides var. ailanthoides または Zanthoxylum ailanthoides）はミカン科サンショウ属の落葉高木。山地や海岸近くに生える。
サンショウと違ってアルカロイドを含むので、イヌザンショウとともにイヌザンショウ属（Fagara）に入れる場合がある。
アゲハチョウ科のチョウの食草になっている。
中国名は「椿葉花椒」「食茱萸」。学名の「ailanthoides」は、「シンジュ(Ailanthus)のような(-oides)」の意味。

## 分布と生育環境
日本では本州（青森県むつ市脇野沢以南）、四国、九州、沖縄、小笠原諸島に分布する。日本国外では、朝鮮半島南部、中国、台湾、フィリピンなどに分布する。沿岸地や山野に普通に生える。特に伐採跡などの裸地にいち早く伸び出して葉を広げる先駆植物である。

## 形態・生態
落葉広葉樹の高木で、高さは15 - 25メートル (m) にもなる。上方で枝を大きく横に広げる樹形になる。樹皮は灰褐色で、短くて鋭いトゲがあり、老木ではいぼ状になってトゲの痕が残る。若い枝は緑色や紅紫色で無毛で、枝にもトゲが多い。葉は1回奇数羽状複葉。葉の形状はニワウルシ/シンジュ（神樹）に似る。小葉は広披針形で、普通のサンショウに比べてはるかに大きな葉をつける。葉の裏は白っぽい。サンショウ同様、葉には油点があり、特有の香りがある。
花期は7 - 8月。雌雄異株。花は小さく、枝の先に多数咲く。紅紫色の球形をした実をつけて黒い種が露出し、特有の香りを持つ。実は辛味があるがサンショウほどではない。冬でも枯れた果実が枝先に残ることもある。
冬芽は半球形で小さな鱗芽で、芽鱗は3枚ある。枝先に仮頂芽をつけ、側芽は枝に互生する。葉痕は大きく目立ち、維管束痕が3個つく。
サンショウ属の他の種に比べ、葉がはるかに大きいため、類似種との区別ができる。また、他の大柄な羽状複葉をつける樹木とは、幹のトゲと葉のにおいで区別できる。

## 食草とするチョウ
本種を食草とするチョウにはカラスアゲハ、ミヤマカラスアゲハ、モンキアゲハ、ナミアゲハ、オナガアゲハ、クロアゲハがある。

## 日本での利用
普通食用にはしないが、若芽・若葉は天ぷらにすることがある。清涼感のある独特の風味の蜂蜜がとれるので、蜜源植物ともされる。また、葉を駆風、果実を健胃薬とし、枝はサンショウ同様すりこぎとしても使用されている。刺部の数が多いことからサンショウの物とは区別ができる。